# П'ята пора року
«П'ята пора року» (рос. «Пятое время года») — радянський художній фільм-виробнича драма 1978 року, знята режисером Олегом Нікітіним на кіностудії «Мосфільм».

## Сюжет
Двоє друзів, учорашніх робітників, повертаються на завод інженерами. Андрій стає начальником цеху, а Павло — співробітником Держнагляду за якістю. Між друзями виникає конфлікт: Андрій «жене кількість», Павло намагається перешкоджати виробництву неякісних деталей. Але в результаті Андрій визнає правоту друга та запрошує його свідком на весілля.

## У ролях
- Семен Морозов — Пушкарцев
- Олександр Денисов — Андрій Баркалін
- Валентина Теличкіна — Катя Баркаліна
- Яна Друзь — Надя
- Сергій Яковлєв — Шахотін
- Валентин Смирнитський — епізод
- Борис Кудрявцев — епізод
- Віра Бурлакова — Монахова
- Павло Махотін — епізод
- Володимир Мельников — епізод
- Микола Граббе — директор заводу

## Знімальна група
- Режисер — Олег Нікітін
- Сценарист — Володимир Гоник
- Оператор — Ральф Келлі
- Композитор — Ігор Єфремов
- Художник — Сергій Портной